# Deafheaven
Deafheaven es un quinteto estadounidense de post-black metal y nu gaze formado en el 2010 en San Francisco, California. El grupo es caracterizado por sus presentaciones en vivo. 
Aunque el grupo definió en una entrevista, que ellos no se catalogan como un grupo puramente de "black metal", pero si conservando los sonidos del metal y el rock. También el grupo pertenecía a la llamada escena musical del blackgaze o post-black metal, aunque más recientemente con la salida de su último álbum titulado "Infinite Granite" han dado un giro musical para volcarse en el shoegaze.
Su segundo álbum "Sunbather" lanzado en el año 2013 por el sello discográfico Deathwish, les trajo notoriedad internacional. En 2014 lanzaron un sencillo titulado "From the Kettle Onto the Coil" que actualmente se puede descargar gratuitamente.
En agosto de 2021 lanzan su quinto álbum "Infinite Granite" con el sello discográfico Sargent House.
Para marzo de 2025 lanzan su sexto álbum "Lonely People With Power" con el sello discográfico Roadrunner Records.

## Integrantes

### Formación actual
- George Clarke - vocalista
- Kerry McCoy - guitarra eléctrica
- Daniel Tracy - batería
- Shiv Mehra - guitarra
- Chris Johnson - bajo

### Exintegrantes
- Nick Bassett - guitarra (2010 - 2012)
- Trevor Deschryver - batería (2010 - 2012)
- Derek Prine - bajo (2010 - 2012)
- Stephen Clark - bajo (2013 - 2017)

## Discografía

### Álbumes de estudio
- 2011: "Roads to Judah" (Deathwish Inc.)
- 2013: "Sunbather" (Deathwish Inc.)
- 2015: "New Bermuda" (Anti- Records)
- 2018: "Ordinary Corrupt Human Love" (Anti- Records)
- 2021: "Infinite Granite" (Sargent House)
- 2025: "Lonely People With Power" (Roadrunner Records Inc.)

### EP's
- 2010: "Dfhvn"
- 2012: "Deafheaven / Bosse-de-Nage"

### Recopilaciones
- 2011: "Live at The Blacktop"

### Sencillos
- "Libertine Dissolves" / "Daedalus" (2011)
- "From the Kettle Onto the Coil" (2014)
- "Honeycomb" (2018)